# Pukanec
Pukanec (in ungherese Bakabánya, in tedesco Pukantz) è un comune della Slovacchia facente parte del distretto di Levice, nella regione di Nitra.